# Тріатлон на літніх Олімпійських іграх 2020 — змішана естафета
Змагання з тріатлону в змішаній естафеті на літніх Олімпійських іграх 2020 відбулися 31 липня 2021 року в Морському парку Одайба в Токіо.
У змішаній естафеті змагались команди з чотирьох осіб (двоє чоловіків і дві жінки). Кожен спортсмен здолав у форматі естафети по 300 м заплив, 8 км велоперегони і 2 км забіг.

## Результати
| Місце | Країна                           | Тріатлоністи                                                                 | Плавання | Велосипед | Біг   | Загальний час | Різниця |
| ----- | -------------------------------- | ---------------------------------------------------------------------------- | -------- | --------- | ----- | ------------- | ------- |
| 1     | Велика Британія (GBR)            | Джессіка Лермонт Джонатан Браунлі Джорджія Тейлор-Браун Алекс Ї              | 16:13    | 39:57     | 23:14 | 1:23:41       | __      |
| 2     | США (USA)                        | Кеті Зеферес Кевін Макдавелл Тейлор Нібб Морґан Пірсон                       | 16:28    | 39:26     | 23:31 | 1:23:55       | +0:14   |
| 3     | Франція (FRA)                    | Леоні Перьйо Доріан Коннінкс Кассандра Богран Венсан Луї                     | 16:35    | 39:51     | 23:21 | 1:24:04       | +0:23   |
| 4     | Нідерланди (NED)                 | Рахель Кламер Марко Ван Дер Стел Майя Кінгма Йорік Ван Еґдом                 | 16:27    | 39:44     | 23:50 | 1:24:34       | +0:53   |
| 5     | Бельгія (BEL)                    | Клер Мішель Мартен Ван Ріл Валері Бартелемі Єлле Генс                        | 16:25    | 39:57     | 23:51 | 1:24:36       | +0:55   |
| 6     | Німеччина (GER)                  | Лаура Ліндеманн Йонас Шомберґ Анабель Кнолль Юстус Нішлаґ                    |          |           |       | 1:24:40       | +0:59   |
| 7     | Швейцарія (SUI)                  | Йоланда Аннен Андреа Салвісберг Нікола Шпіріг Макс Штудер                    |          |           |       | 1:25:27       | +1:46   |
| 8     | Італія (ITA)                     | Верена Штайнгаузер Джанлука Подзатті Аліче Бетто Деліан Статефф              |          |           |       | 1:26:23       | +2:42   |
| 9     | Австралія (AUS)                  | Ешлі Джентлі Метью Гаузер Емма Джеффкоут Джекоб Бертвісл                     |          |           |       | 1:26:27       | +2:46   |
| 10    | Іспанія (ESP)                    | Анна Кодой Фернандо Аларза Міріам Касільяс Маріо Мола                        |          |           |       | 1:26:31       | +2:50   |
| 11    | Угорщина (HUN)                   | Жанетт Брагмаєр Бенце Бічак Софія Ковач Тамаш Тот                            |          |           |       | 1:26:43       | +3:02   |
| 12    | Нова Зеландія (NZL)              | Ейнслі Торп Тайлер Рейд Нікол ван дер Кай Гейден Вайлд                       |          |           |       | 1:26:53       | +3:12   |
| 13    | Японія (JPN)                     | Юко Такахасі Кендзі Ненер Ніїна Кісімото Макото Одакура                      |          |           |       | 1:27:02       | +3:21   |
| 14    | Олімпійський комітет Росії (ROC) | Олександра Разарьонова Дмитро Полянський Анастасія Горбунова Ігор Полянський |          |           |       | 1:27:13       | +3:32   |
| 15    | Канада (CAN)                     | Амелі Кретц Метью Шарп Джоанна Браун Алексіс Лепейдж                         |          |           |       | 1:27:21       | +3:40   |
| 16    | Мексика (MEX)                    | Сесілія Габріела Перес Флорес Крісанто Грахалес Клаудія Рівас Ірвінг Перес   |          |           |       | 1:28:53       | +5:12   |
| 17    | Австрія (AUT)                    | Юлія Хаузер Алоїс Набль Ліза Пертерер Лукас Голлаус                          | ~        | ~         | ~     | ~             | DNS     |